# Invazia secretă
Invazia secretă (în engleză The Secret Invasion) este un film american de război din 1964 regizat de Roger Corman. În rolurile principale au interpretat actorii Stewart Granger, Raf Vallone, Mickey Rooney, Edd Byrnes, Henry Silva, Mia Massini și William Campbell. A apărut cu trei ani înainte de filmul Duzina de ticăloși (1967) și prezintă o misiune similară din Al Doilea Război Mondial în care câțiva condamnați sunt recrutați de Aliați pentru o operațiune extrem de periculoasă în spatele liniilor inamice.

## Rezumat
În 1943, British Intelligence din Cairo îi recrutează pe Roberto Rocca, expert în demolări, membrul armatei republicane irlandeze Terence Scanlon, falsificatorul Simon Fell, asasinul cu sânge rece John Durrell și hoțul și imitatorul Jean Saval pentru o misiune periculoasă. Acestora li se oferă grațiere în schimbul încercării de a salva un general italian simpatic aliaților care este închis în Iugoslavia ocupată de germani. Grupul este condus de maiorul Richard Mace, care încearcă să-și ispășească sentimentele de vinovăție pentru că și-a trimis propriul frate într-o misiune periculoasă și a așteptat prea mult pentru a-l elibera. Nava de pescuit care transportă echipa lui Mace este oprită de o barcă de patrulare, dar aceștia scapă de nemți.
Cu ajutorul partizanilor locali conduși de Marko, aceștia s-au despărțit și au intrat în Dubrovnik. Durrell face echipă cu Mila, proaspăt văduvă, cu un copil. Sunt atrași unul de celălalt, dar Durrell este extrem de supărat după ce îi sufocă accidental copilul care plângea pentru a evita să fie prinși de către o patrulă germană. Echipa este capturată și dusă în aceeași fortăreață în care este prizonier generalul italian. Sunt torturați pentru informații, dar reușesc să evadeze și să-și îndeplinească misiunea, deși Mace, Mila, Fell, Scanlon și Saval sunt uciși în timp ce se fereau de trupele germane.
În ultimul moment, Rocca și Durrell descoperă că bărbatul pe care l-au eliberat este un impostor și este pe cale să-și îndemne trupele „sale” să rămână loiale Axei. Durrell se preface a fi un fanatic nazist și-l împușcă pe generalul fals; apoi este ucis de italienii revoltați. Rocca, ultimul om în picioare, îndreaptă furia italienilor către germani.

## Distribuție
- Stewart Granger – Maior Richard Mace
- Raf Vallone – Roberto Rocca
- Mickey Rooney – Terence Scanlon
- Edd Byrnes⁠(d) – Simon Fell
- Henry Silva⁠(d) – John Durrell
- Mia Massini⁠(d) – Mila
- William Campbell⁠(d) – Jean Saval
- Helmo Kindermann – German Fortress Commander
- Enzo Fiermonte⁠(d) – General Quadri
- Peter Coe – Marko
- Nan Morris – Stephana
- Helmuth Schneider – German Patrol Boat Captain (ca Helmut Schneider)
- Giulio Marchetti⁠(d) – Italian Officer
- Craig March – Petar Marasovic
- Nicholas Rend	– Captain of Fishing Boat
- Todd Williams – Partisan Leader
- Charles Brent – Monk
- Richard Johns – Wireless Operator
- Kurt Bricker – German Naval Lieutenant
- Katrina Rozan – Peasant Woman
- Fortunato Arena – Sailor Firing Signal Rocket (nemenționat)
- Mladen Cernjak – Little Boy on the Market (nemenționat)

## Producție

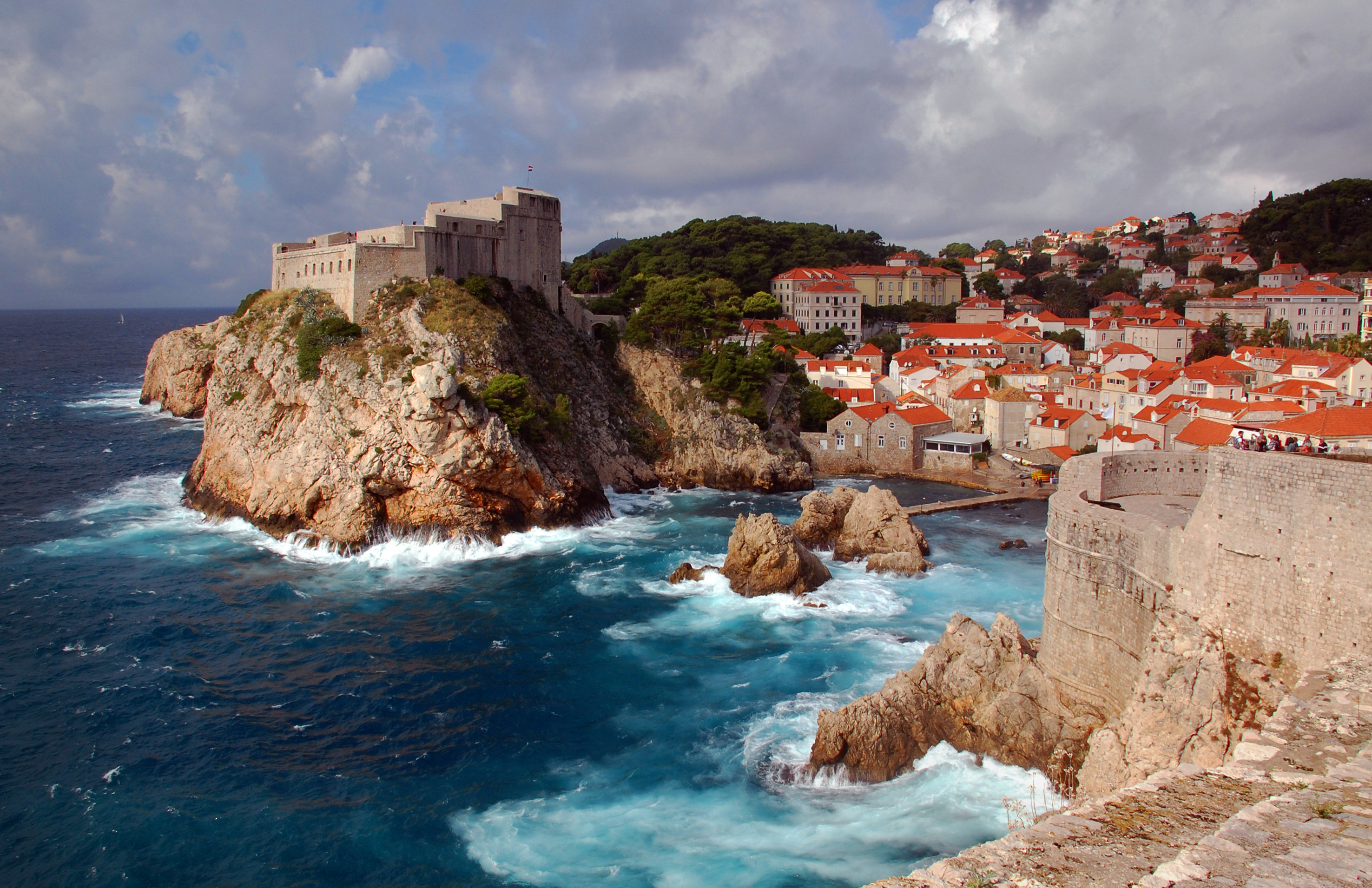
Orașul Dubrovnik și cetățile sale medievale, și Bokar, împreună cu Turnul Minčeta au apărut în Invazia secretă.

După ce a studiat zona Dubrovnik, Roger Corman a făcut echipă cu scenaristul R. Wright Campbell⁠(d), care avea un proiect, Dubious Patriots, despre o misiune de război care implică condamnați. Scenariul a fost preluat de producătorul David V. Picker⁠(d) de la United Artists, care a reușit să-l folosească într-o producție de studio bine finanțată. Cu un buget de 600.000 de dolari, de peste două ori mai mult decât avea pentru filmele sale anterioare finanțate independent, Corman a reușit să înceapă producția între adaptările lui Edgar Allan Poe, Masca Morții Roșii și  Mormântul Ligeiei (1964).
Distribuția inițială a fost formată din Mickey Rooney, Raf Vallone, Edd Byrnes⁠(d) și Bobby Darin. Brendan Behan urma să fie consilier pentru scenele din închisoarea Borstal. A fost primul rol al lui Byrnes după încheierea contractului cu Warner Bros.
În august 1963, s-a anunțat că Darin s-a retras din film la cererea medicului său și a fost înlocuit de Henry Silva⁠(d). În aceași lună, Stewart Granger a semnat un contract pentru a juca în acest film.
Filmările principale sub titlul de lucru Dubious Patriots au avut loc în Dubrovnik și în alte părți ale Iugoslaviei în vara anului 1963, cu un program de filmări tipic pentru Corman, de obicei scurt, de 36 de zile.  Cu asistența guvernului iugoslav, i s-a  oferit un număr mare de personal și echipament militar, dar un cutremur a amenințat să întârzie producția.
Problemele lui Corman s-au extins nu numai la cearta figuranților militari, ci și la a face față emoțiilor unei vedete precum Stewart Granger „timorat” că apare într-un  „film B” îngrijorat că rolul său nu era la fel de proeminent ca al celorlalți. La un moment dat, Corman i-a rescris rolul „ad-hoc”, astfel încât Granger să aibă mai multe replici decât Edd Byrnes,  care era o vedetă populară de televiziune în aceea perioadă.
Producția a fost turnată în Panavision cu film Eastmancolor⁠(d).
(Gene Corman a refolosit mai târziu titlul The Dubious Patriots pentru un alt film pe care l-a făcut cu Tony Curtis și Charles Bronson.)

## Recepție
Într-o recenzie contemporană a Invaziei secrete, recenzorul de film al The New York Times Howard Thompson a văzut câteva aspecte pozitive în ceea ce era practic un „film de categoria B”:
... o cantitate destul de surprinzătoare de musculatură și culoare panoramică, dacă nu întotdeauna credibilitate. Castingul acestei lansări United Artists, care a ajuns la Criterion și la alte case, poate face ca unii clienți să clipească și să se aștepte la ce e mai rău... Dar [actorii] și filmul se descurcă destul de bine, ținând seama de toate acestea. 
În Brassey’s Guide to War Films, istoricul de film Alun Evans a considerat că producția a exemplificat capacitatea lui Corman de a „... crea ceva din nimic”. El a remarcat, de asemenea, că The Secret Invasion are o oarecare notorietate ca „... antecedent neoficial al  Dirty Dozen”.